# Виндзор (Пенсилванија)
Виндзор (енгл. Windsor) град је у америчкој савезној држави Пенсилванија.

## Демографија
По попису из 2010. године број становника је 1.319, што је 12 (-0,9%) становника мање него 2000. године.
| Група             | 2000.         | 2010.         |
| Белци             | 1.306 (98,1%) | 1.245 (94,4%) |
| Афроамериканци    | 7 (0,5%)      | 14 (1,1%)     |
| Азијати           | 3 (0,2%)      | 5 (0,4%)      |
| Хиспаноамериканци | 8 (0,6%)      | 48 (3,6%)     |
| Укупно            | 1.331         | 1.319         |